# Simulium fucense
Simulium fucense är en tvåvingeart som först beskrevs av Rivosecchi 1962.  Simulium fucense ingår i släktet Simulium och familjen knott.
Artens utbredningsområde är Italien. Inga underarter finns listade i Catalogue of Life.